# Равликоїд азійський
Равликоїд азійський (Pareas) — рід неотруйних змій з родини Pareatidae. Має 17 видів.

## Опис
Загальна довжина представників цього роду досягає 60-70 см. Голова непропорційно велика, округла з сильно скороченою притупленою мордою. Тулуб дуже тонкий, батігоподібний, стиснутий з боків. Очі великі з вертикальною зіницею. Ніздрі розташовані у носових щитках. Борозна підборіддя (шкірний проміжок, позбавлений лусок) відсутня, тому, хоча равликоїди можуть широко розкривати рота, нижні щелепи не сильно розходяться у боки. У результаті розмір харчових об'єктів, які вони здатні проковтнути, обмежений.

## Спосіб життя
У межах роду виділяються дві екологічні групи - деревні та наземні форми, що відрізняються мешканням й морфологічними ознаками. Ведуть переважно нічний, потайний спосіб життя. Це спокійні, досить повільні, неагресивні змії. Харчуються черевоногими молюсками. При цьому вони виробили оригінальний механізм вилучення їх з раковини. Масивна нижня щелепа має загнутий зуб на передньому виступі. Висуваючи щелепу вперед, змія підхоплює тіло молюска на цей гачок, а потім повільно витягає його назовні. 
Це яйцекладні змії.

## Розповсюдження
Мешкають у південному Китаї, Індокитайському регіоні, півострові Малакка й Зондских островах (Індокитай). 

## Види
Рід містить 31 вид:
- Pareas abros Poyarkov, Nguyen, Pawangkhanant, Yushchenko, Brakels, Nguyen, Nguyen, Suwannapoom, Orlov, & Vogel, 2022
- Pareas andersoniil (Boulenger, 1888)
- Pareas atayal You(інші мови), Poyarkov(інші мови) & Lin, 2015
- Pareas berdmorei Theobald, 1868
- Pareas boulengeri (Angel(інші мови), 1920)
- Pareas carinatus (H. Boie(інші мови), 1828)
- Pareas chinensis (Barbour(інші мови), 1912)
- Pareas dulongjiangensis Liu, Yang, Rao, Guo, & Rao. 2023
- Pareas formosensis (Van Denburgh, 1909)
- Pareas geminatus Ding, Chen(інші мови), Suwannapoom(інші мови), T.V. Nguyen, Poyarkov(інші мови) & G. Vogel(інші мови), 2020
- Pareas guanyinshanensis Liu, Mo, M. Li, B. Li, Luo, Rao & S. Li, 2024
- Pareas hamptoni (Boulenger, 1905)
- Pareas iwasakii (Maki[fr], 1937)
- Pareas kaduri Bhosale(інші мови), Phansalkar(інші мови), Sawant(інші мови), Gowande(інші мови), Patel & Mirza(інші мови), 2020
- Pareas komaii (Maki, 1931)
- Pareas kuznetsovorum(інші мови) Poyarkov, Nguyen, Pawangkhanant, Yushchenko, Brakels, Nguyen, Nguyen, Suwannapoom, Orlov, & Vogel, 2022
- Pareas macularius Theobald, 1868
- Pareas margaritophorus (Jan, 1866)
- Pareas menglaensis Wang et al., 2020
- Pareas modestus (Theobald, 1868)
- Pareas monticola (Cantor, 1839)
- Pareas niger Pope, 1928
- Pareas nigriceps Guo & Deng, 2009
- Pareas nuchalis (Boulenger, 1900)
- Pareas stanleyi (Boulenger, 1914)
- Pareas temporalis Le, Tran, Hoang, & Stuart, 2021
- Pareas tigerinus Liu, Zhang, Poyarkov, Hou, Wu, Rao, Nguyen & Vogel, 2023
- Pareas victorianus G. Vogel, T.V. Nguyen, Zaw & Poyarkov, 2020
- Pareas vindumi G. Vogel, 2015
- Pareas xuelinensis Liu & Rao, 2021[5]
- Pareas yunnanensis Vogt, 1922